# Caligo idomeneus

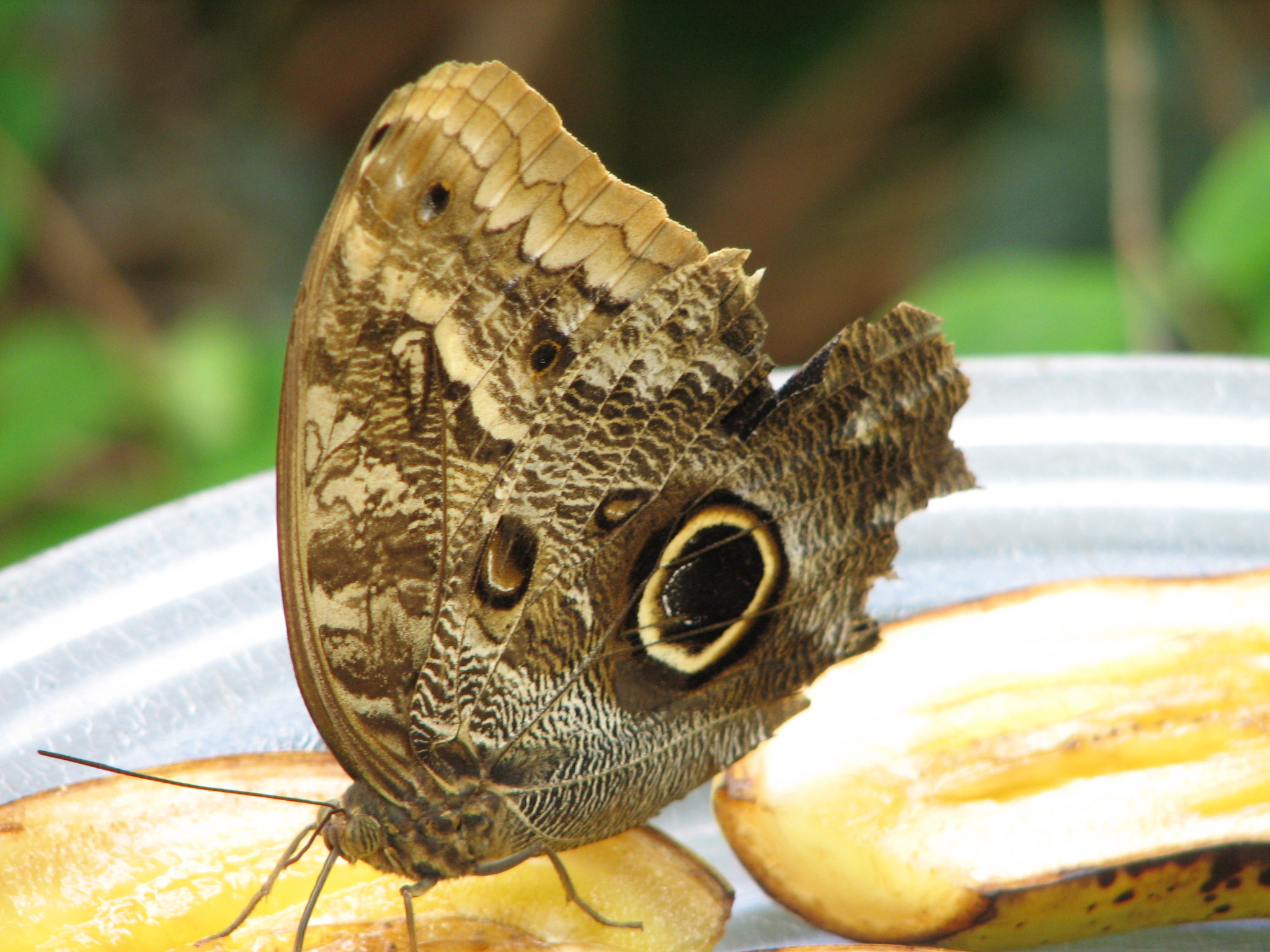
Caligo idomeneus

Caligo idomeneus − gatunek motyli z rodziny rusałkowatych i podrodziny Morphinae.

## Taksonomia
Gatunek opisany został w 1758 roku przez Karola Linneusza, jako Papilio (Eques) idomeneus.

## Opis
Osiąga od 12 do 15 cm rozpiętości skrzydeł. Obie płcie mają wierzchnią stronę skrzydeł przednich ciemnobrązową z niebieskim nalotem i ukośnie biegnącą białą smugą. Skrzydła tylne ubarwione są czarno z matowoniebieską nasadą. Spód skrzydeł pokryty jest brązowo-białym, marmurkowym wzorem, a na spodzie skrzydeł tylnych obecne są plamy przypominające sowie oczy.
Gąsienica duża, szarobrązowa, na końcach ciała ciemnobrązowo cieniowana.

## Biologia i ekologia
Zamieszkują lasy tropikalne i tereny uprawne. Gąsienice żerują na liściach bananowców (Musa) i mogą wyrządzać szkody w plantacjach. Podawane ponadto z Heliconia latispatha. Owady dorosłe są aktywne o świcie i o zmierzchu.

## Rozprzestrzenienie
Gatunek zasiedla Amerykę Południową, od Argentyny, przez Brazylię, Boliwię i Peru po Kolumbię i Surinam.

## Systematyka
Opisano 4 podgatunki tego motyla:
- Caligo idomeneus idomeneus (Linnaeus, 1758)
- Caligo idomeneus ariphron Fruhstorfer, 1910
- Caligo idomeneus idomenides Fruhstorfer, 1903
- Caligo idomeneus rhoetus Staudinger, 1886